# هيلالة (سيدي غانم)
هيلالة هي إحدى مشيخات المملكة المغربية، تتبع جغرافيا لإقليم الصويرة وإداريًا لسيدي غانم. يقدر عدد سكانها بـ 3686 نسمة حسب الإحصاء الرسمي للسكان والسكنى لسنة 2004.